# Aucazein

Aucazein este o comună în departamentul Ariège din sudul Franței. În 2009 avea o populație de 116 de locuitori.